# Здравоохранение в Беларуси

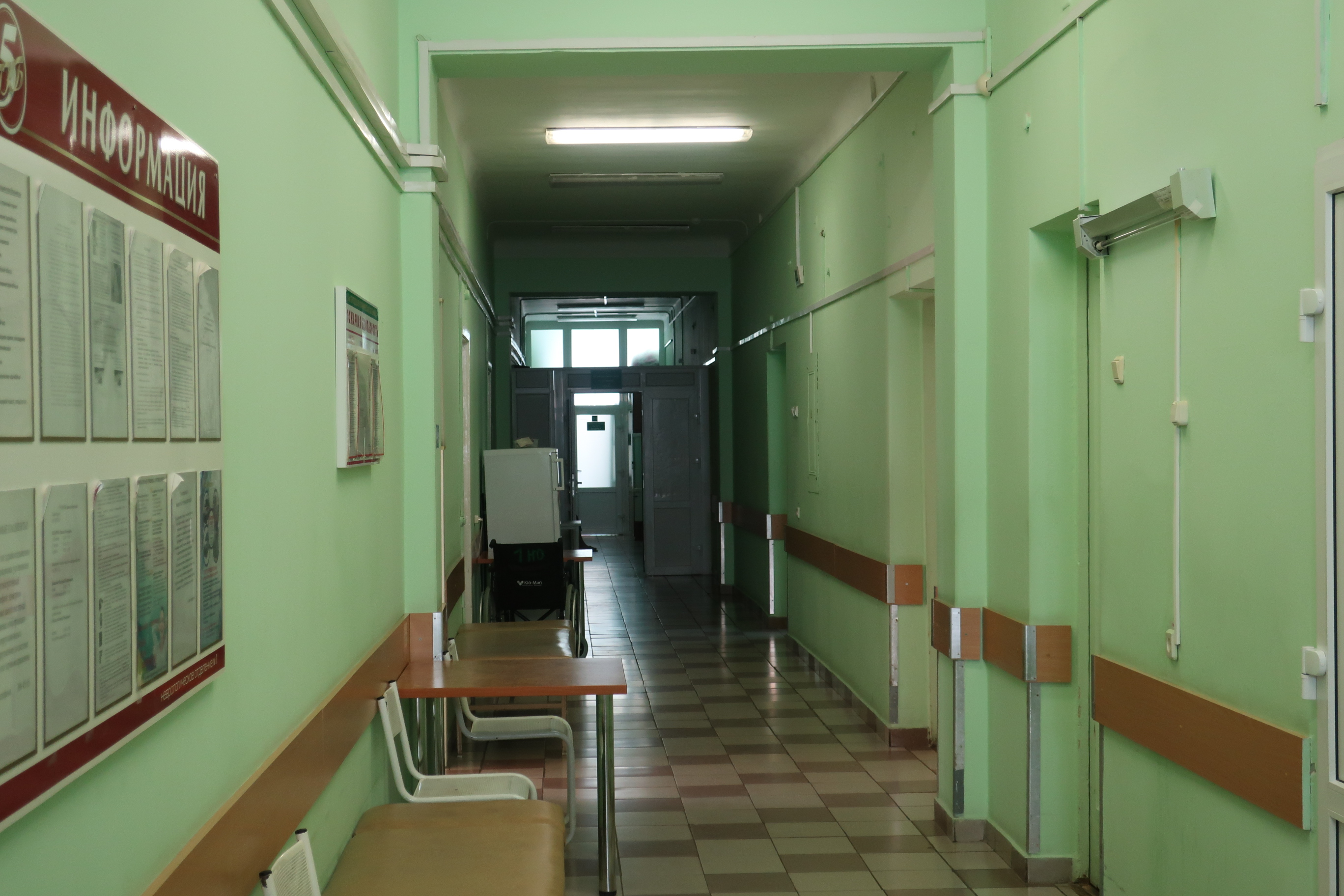
Неврологическое отделение 5-й городской клинической больницы (Минск).

Здравоохранение в Беларуси (бел. Ахова здароўя ў Беларусі) — отрасль деятельности государства, целью которой являются организация и обеспечение доступного медицинского обслуживания населения.
В рейтинге Numbeo (2022 год) Республика Беларусь заняла предпоследнее место в Европе по уровню развития здравоохранения и 90-е место из 95 в мире, опередив Азербайджан, Бангладеш и Венесуэлу, Ирак и Мальту.

## Статистика

### Общие показатели
В 2012 году в Белоруссии насчитывался 48 831 врач-специалист (без учёта занятых в учреждениях по подготовке, переподготовке и повышению квалификации, а также на административных должностях), или 51,6 врача на 10 000 человек. Численность средних медицинских работников составляла 125 079 человек, или 132,2 специалиста на 10 000 человек. С 2000 по 2008 год число больничных организаций сократилось с 830 до 773, с 2009 по 2012 — с 661 (применялась новая методика подсчёта) до 657. Число больничных коек с 2000 по 2012 год сократилось с 126 209 (126,8 койки на 10 000 человек) до 106 640 (112,7 на 10 000 человек). Количество амбулаторно-поликлинических организаций выросло с 1843 до 2263. В 2012 году население Белоруссии посетило врачей на амбулаторном приёме и приняло врачей на дому в общей сложности 122 миллиона раз (12,9 посещения на человека в год).
В стране насчитывается 7 больниц скорой медицинской помощи и 153 станции или отделения.

### Общие показатели по регионам (2012 год)

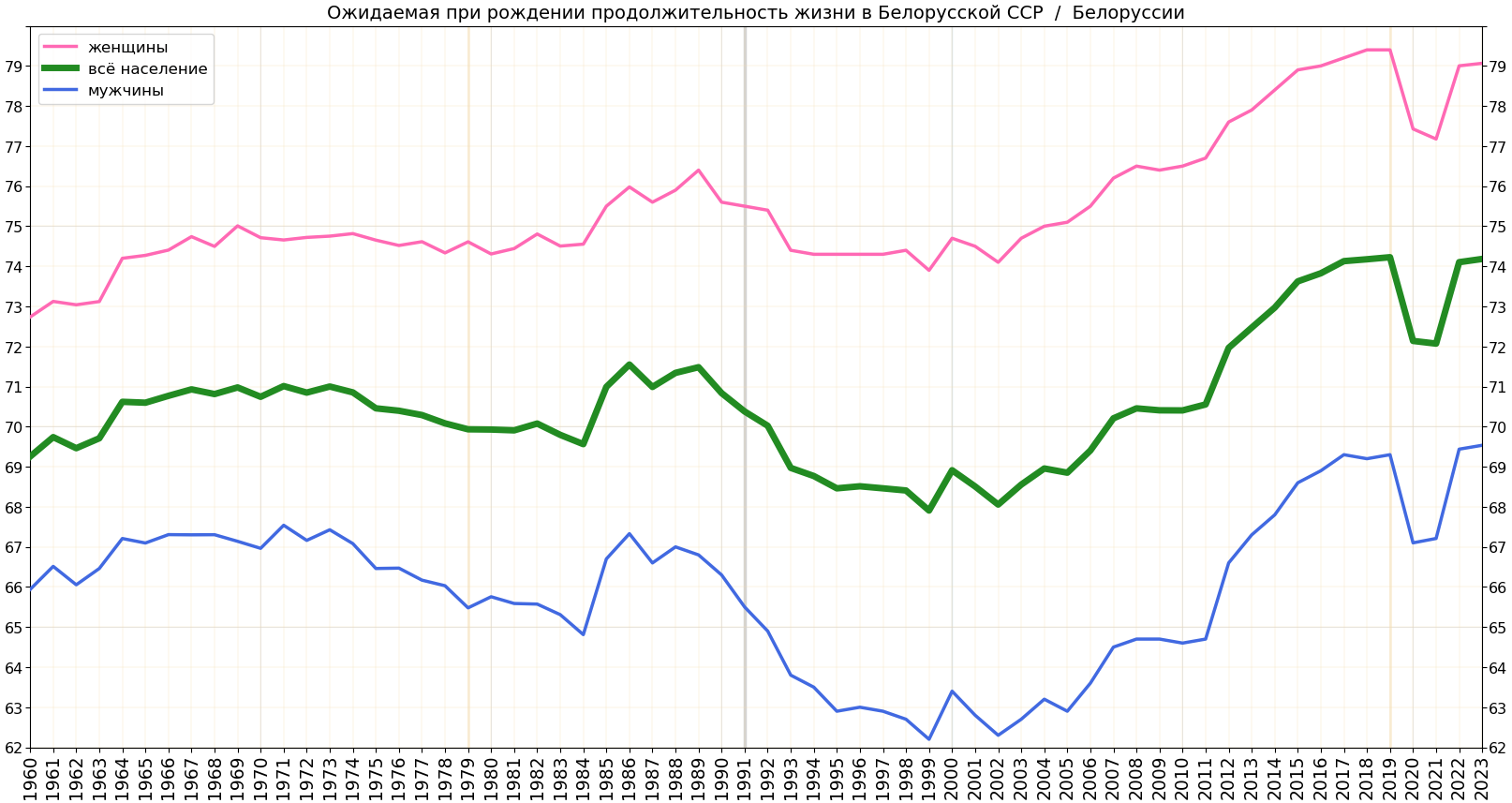
Ожидаемая продолжительность жизни в Белоруссии

| Регион              | Число больничных организаций | Число врачей на 10 000 человек | Число СМР на 10 000 человек |
| ------------------- | ---------------------------- | ------------------------------ | --------------------------- |
| Минск               | 47                           | 74,6                           | 133,6                       |
| Брестская область   | 111                          | 46,3                           | 135,2                       |
| Витебская область   | 117                          | 46,0                           | 135,7                       |
| Гомельская область  | 101                          | 45,6                           | 132,9                       |
| Гродненская область | 85                           | 54,4                           | 131,5                       |
| Минская область     | 119                          | 40,7                           | 124,6                       |
| Могилёвская область | 77                           | 43,4                           | 131,2                       |

### Врачи и средние медицинские работники по профилю специальности
В 2012 году в Белоруссии насчитывалось 16 240 врачей терапевтического профиля, 11 255 — хирургического, 1271 — медико-профилактического, 5847 — медико-диагностического, а также 3780 педиатров, 5194 стоматолога и 458 врачей-организаторов. В пересчёте на 10 000 человек число врачей терапевтического профиля составляло 17,2, хирургического — 11,9, медико-профилактического — 1,3, медико-диагностического — 6,2, стоматологического — 5,5. Число педиатров в пересчёте на 10 000 детей в возрасте до 17 лет составило 21,7.
В 2012 году в стране насчитывалось 87 195 медицинских сестёр (92,1 на 10 000 человек), 10 676 фельдшеров, 9605 фельдшеров-лаборантов, 4919 акушерок, 2728 рентгено-лаборантов, 2102 зубных фельдшера, 1927 зубных техников и 5927 — прочего среднего персонала.

### Заболеваемость: общая статистика
В 2012 году было зарегистрировано 7,8 миллиона случаев заболеваний с впервые установленным диагнозом, в том числе:

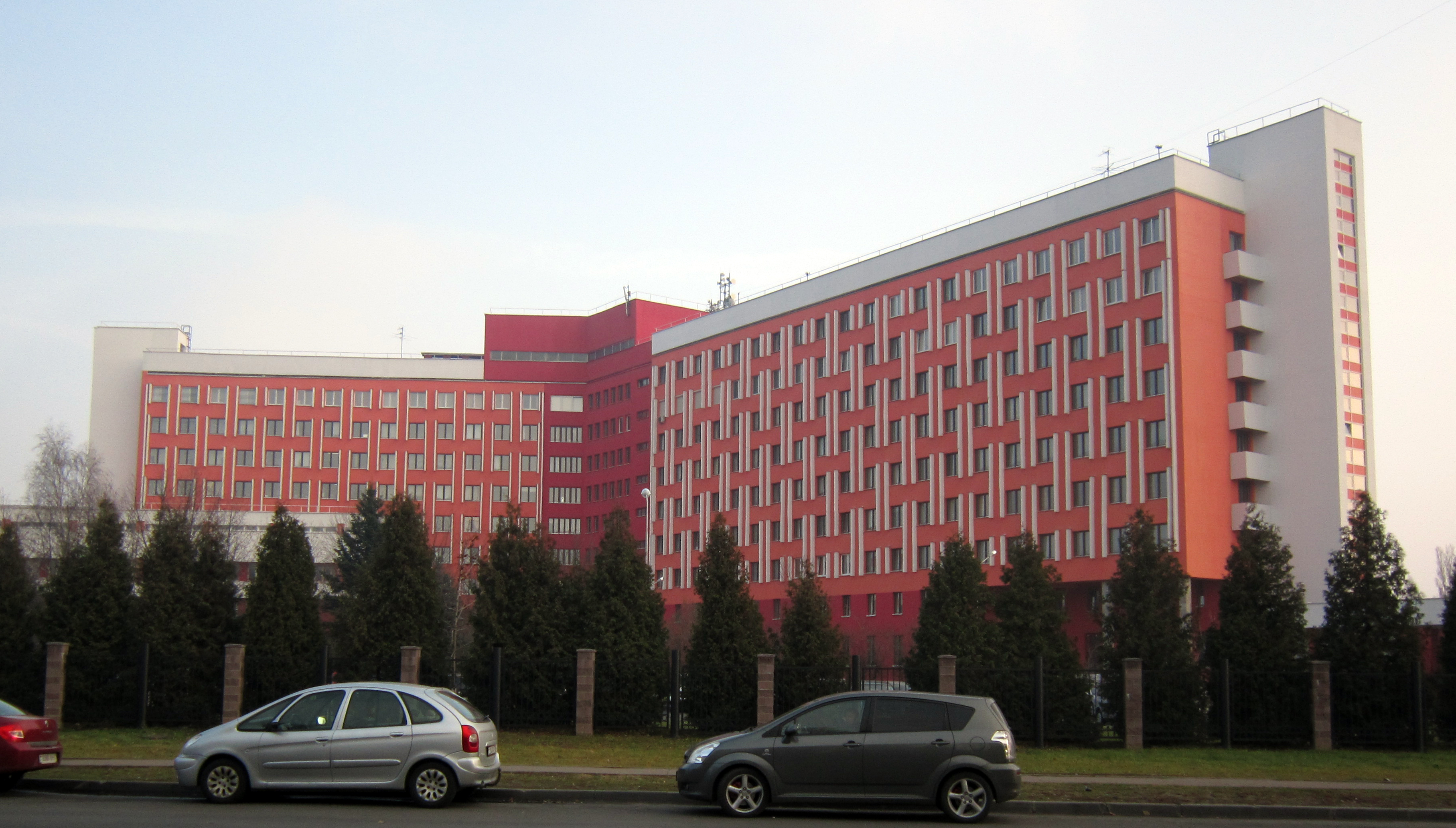
10-я городская клиническая больница в Минске.

| Вид заболеваний                                                                          | 2002                 | 2002                       | 2012                 | 2012                       | Динамика численности |
| Вид заболеваний                                                                          | Всего случаев (тыс.) | случаев на 100 000 человек | Всего случаев (тыс.) | случаев на 100 000 человек | Динамика численности |
| ---------------------------------------------------------------------------------------- | -------------------- | -------------------------- | -------------------- | -------------------------- | -------------------- |
| некоторые инфекционные и паразитарные инфекции                                           | 366                  | 3707                       | 321                  | 3394                       | ▼ −12,3 %            |
| новообразования                                                                          | 81                   | 825                        | 112                  | 1181                       | ▲ +38,3 %            |
| болезни крови, кроветворных органов и отдельные нарушения, вовлекающие иммунный механизм | 23                   | 233                        | 22                   | 235                        | ▼ −4,3 %             |
| болезни эндокринной системы, расстройства питания и нарушения обмена веществ             | 70                   | 708                        | 72                   | 762                        | ▲ +2,8 %             |
| психические расстройства и расстройства поведения                                        | 120                  | 1216                       | 145                  | 1533                       | ▲ +20,8 %            |
| болезни нервной системы                                                                  | 82                   | 831                        | 51                   | 540                        | ▼ −37,8 %            |
| болезни глаза и его придаточного аппарата                                                | 256                  | 2597                       | 272                  | 2874                       | ▲ +6,3 %             |
| болезни уха и сосцевидного отростка                                                      | 197                  | 2000                       | 224                  | 2367                       | ▲ +13,7 %            |
| болезни системы кровообращения                                                           | 212                  | 2151                       | 261                  | 2757                       | ▲ +23,1 %            |
| болезни органов дыхания                                                                  | 3882                 | 39346                      | 4026                 | 42534                      | ▲ +3,7 %             |
| болезни органов пищеварения                                                              | 301                  | 3048                       | 224                  | 2974                       | ▼ −25,6 %            |
| болезни кожи и подкожной клетчатки                                                       | 411                  | 4164                       | 401                  | 4234                       | ▼ −2,4 %             |
| болезни костно-мышечной системы и соединительной ткани                                   | 387                  | 3925                       | 422                  | 4461                       | ▲ +9 %               |
| болезни мочеполовой системы                                                              | 292                  | 2961                       | 301                  | 3177                       | ▲ +3,1 %             |
| врождённые аномалии, деформации и хромосомные нарушения                                  | 10                   | 105                        | 14                   | 152                        | ▲ +40 %              |
| травмы, отравления и некоторые другие последствия воздействия внешних причин             | 769                  | 7792                       | 780                  | 8241                       | ▲ +1,4 %             |

### Отдельные заболевания

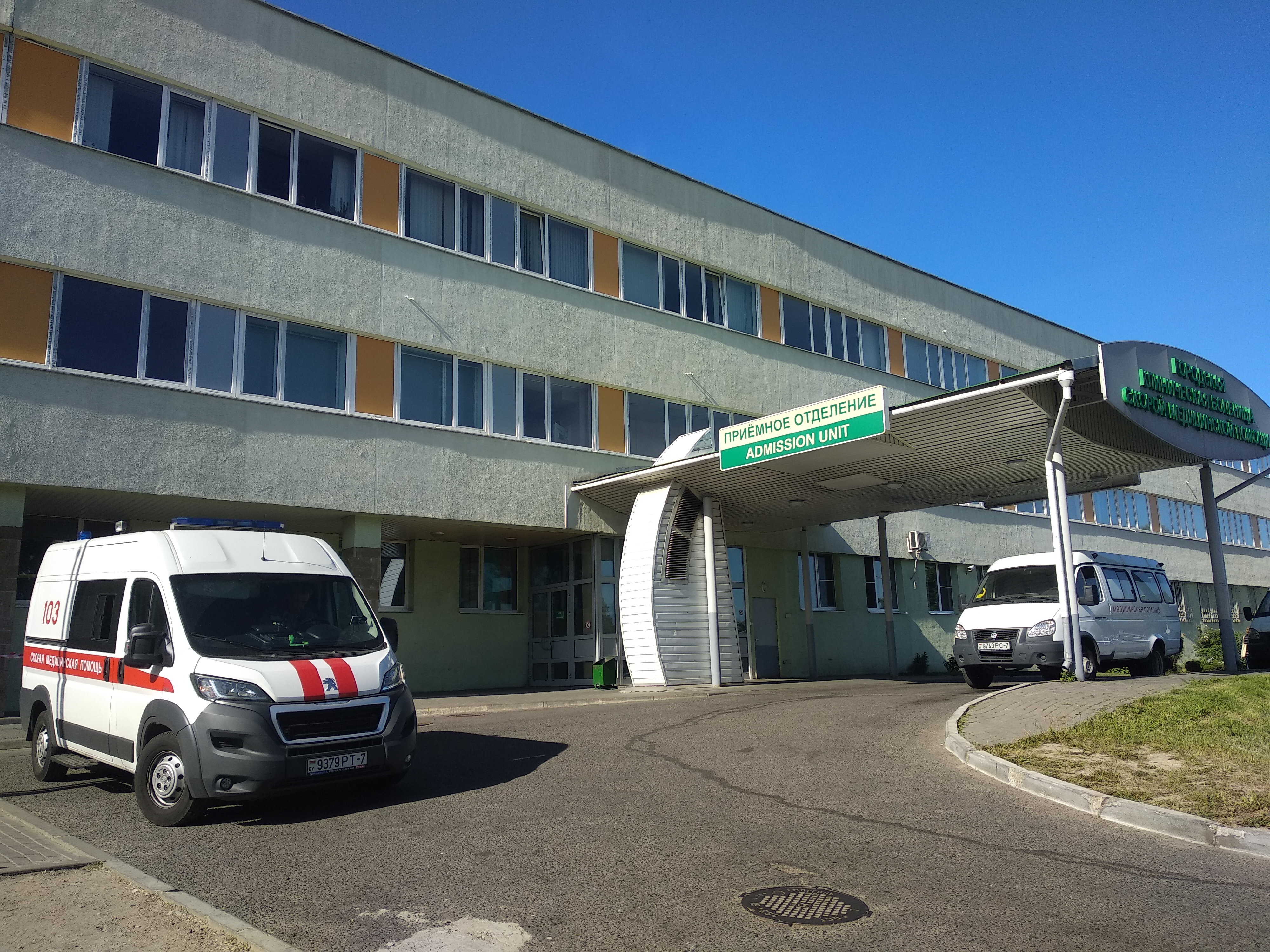
Городская клиническая больница скорой медицинской помощи (Минск).

В 2016 году заболеваемость отдельными инфекционными и паразитарными инфекциями была следующей:
- Острые инфекции верхних дыхательных путей — 3,3 млн случаев, в том числе 2,2 млн у детей 0—17 лет;
- Ветряная оспа — 73 898 случаев, в том числе 69 151 у детей;
- Острые кишечные инфекции — 12 699 случаев (из них 19 случаев бактериальной дизентерии), в том числе 9432 у детей;
- Сальмонеллёзные инфекции — 3569 случаев, в том числе 1662 у детей;
- Активный туберкулёз — 2641 случай (все — органов дыхания), в том числе 35 у детей;
- Скарлатина — 1078 случаев, в том числе 1076 у детей;
- Коклюш — 522 случая, в том числе 497 у детей;
- Вирусный гепатит — 277 случаев (из них 110 — острого гепатита B), в том числе 13 у детей;
- Менингококковая инфекция — 61 случай, в том числе 47 у детей;
- Корь — 10 случаев (все — у пациентов старше 18 лет);
- Паротит эпидемический — 4 случая, в том числе 1 у детей;
- Дифтерия, столбняк, краснуха — ни одного случая (но в 2015 году был зафиксирован 1 случай краснухи).

Было выявлено несколько тысяч случаев кожно-венерических заболеваний:
- сифилис — 588;
- гонококковая инфекция — 1643;
- чесотка — 2143;
- педикулёз — 3946.

Кроме того, в 2016 году было выявлено 29 416 новых случаев заболевания сахарным диабетом (в том числе 376 у детей), 10 730 язв желудка и двенадцатиперстной кишки (421 у детей), 5495 случаев болезни печени (82 у детей), 17 272 случая болезни желчного пузыря и желчевыводящих путей (1468 у детей), 20 510 случаев врождённых аномалий, пороков развития и хромосомных нарушений, 10 589 случаев бронхита, бронхиальной астмы, эмфиземы (2115 у детей), 13 350 инфарктов миокарда.
Заболеваемость отдельными инфекционными болезнями в 2012 году:
- грипп и острые инфекции верхних дыхательных путей — 3,2 миллиона случаев (34 227 случаев на 100 000 человек);
- острые кишечные инфекции — 11 277 случаев;
- сальмонеллёзные инфекции — 3997 случаев;
- скарлатина — 1966 случаев;
- коклюш — 579 случаев (в 2011 году — всего 154 случая);
- вирусный гепатит — 248 случаев (в 2002 году — 7852 случая);
- корь — 10 случаев.

Численность пациентов со впервые выявленным туберкулёзом в 2012 году составила 3,9 тысячи человек (в 2000 году — 6,2 тысячи), в том числе с туберкулёзом органов дыхания — 3,6 тысячи.
В 2012 году выявлено 1019 пациентов с сифилисом и 3399 — с гонококковой инфекцией (в 2000 году — 10 527 пациентов с сифилисом и 9887 с гонококковой инфекцией). На учёте в 2012 году состояло 4988 человек, в 2000 году — 43 290 человек.
В 2012 году было выявлено 43,2 тысячи пациентов с впервые установленными злокачественными образованиями (457 случаев на 100 000 человек, в том числе 486 у мужчин и 432 у женщин); в 2000 году было выявлено 32,9 тысячи пациентов (330 случаев на 100 000 человек). В 2012 году на учёте состояло 245,5 тысячи человек (в 2000 году — 159,6 тысячи).

### Временная нетрудоспособность («больничные»)

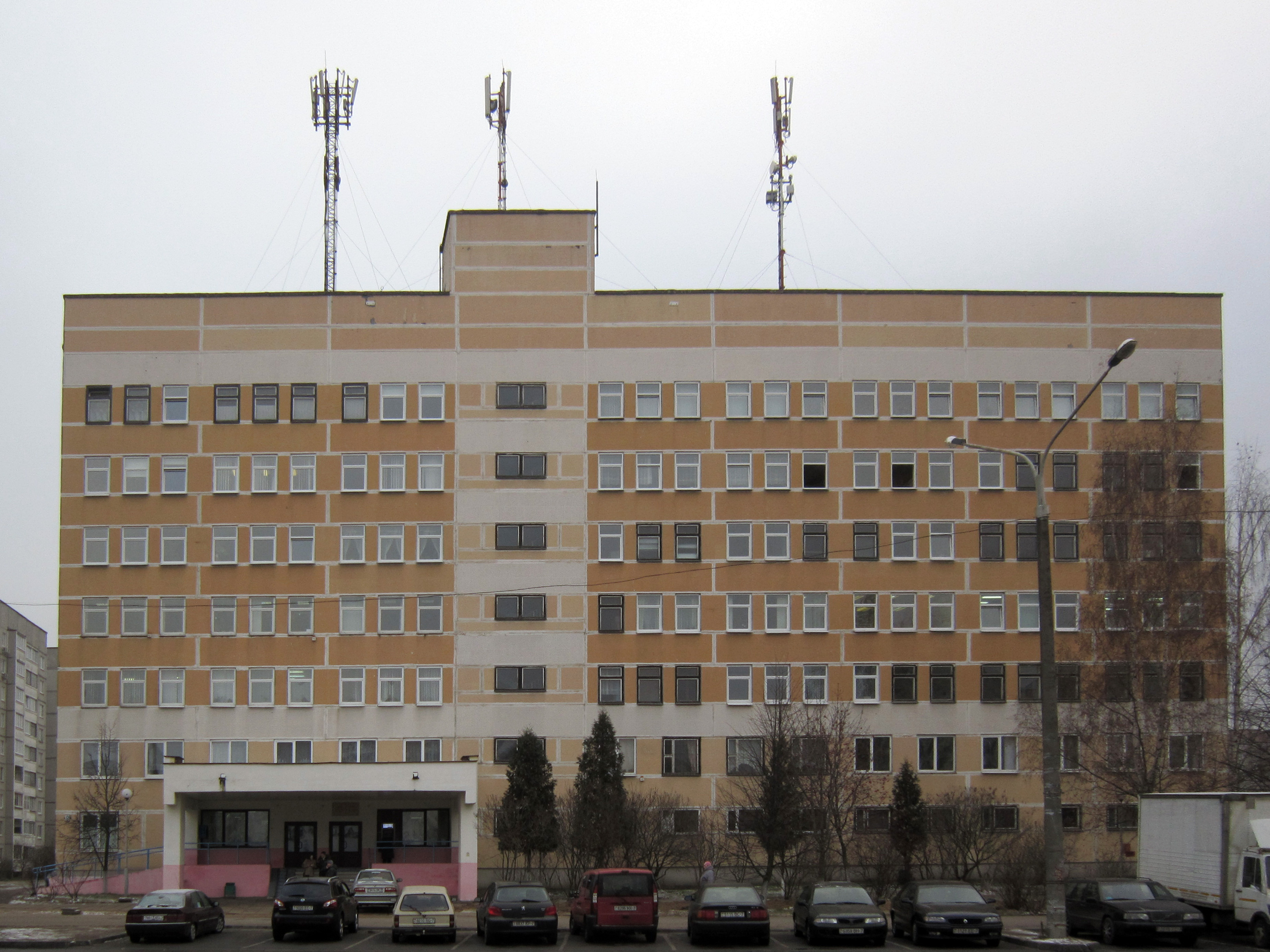
36-я городская поликлиника (Минск).

В 2016 году было зарегистрировано 2 286 497 случаев временной нетрудоспособности (75 случаев на 100 работающих) в общей сложности на 26 млн календарных дней. Средняя продолжительность больничного — 11,4 дня. Чаще всего больничный выдаётся по случаю болезней органов дыхания (1047 тыс.), но он является и самым коротким (в среднем 7,4 дня). Весьма часты больничные из-за болезней костно-мышечной системы и соединительной ткани (318 тыс., в среднем 11,8 дня), травм, отравлений и некоторых других внешних воздействий (244 тыс., в среднем 21 день), болезней системы кровообращения (149 тыс., в среднем 15,3 дня), болезней мочеполовой системы (104 тыс., в среднем 9,8 дня), болезней органов пищеварения (99 тыс., в среднем 12,5 дня). Самые длинные больничные выдаются из-за новообразований (23,4 дня).

### Заболеваемость по регионам
Самый высокий уровень первичной заболеваемости (по числу зарегистрированных случаев) населения показатель наблюдается в Минске, самый низкий — в Брестской области. По числу впервые выявленных заболеваний в пересчёте на 100 тысяч человек самый высокий показатель наблюдается в Минске — 115,9 тысячи случаев на 100 тысяч человек против 84,2 тысячи в среднем по стране. Более половины из этих случаев приходится на заболевания дыхательных путей (см. выше). В столице наиболее часто выявляются практически все группы заболеваний. По всей стране приблизительно одинаково распространены болезни системы кровообращения (в Минске — 2,9 тысячи случаев на 100 тысяч человек при среднем показателе в 2,6 тысячи). Болезни крови и кроветворных органов чаще выявляются в Гродненской области; в Гомельской области этот показатель также выше среднего по стране. В Минской области наиболее часто фиксируются неопределённые симптомы.
Зарегистрированная заболеваемость детей от 0 до 17 лет в Минске самая высокая в стране, почти 3/4 случаев приходится на болезни органов дыхания. В Минске значительно чаще, чем в среднем по стране, у детей фиксируются новообразования (778,8 случая на 100 тысяч человек против 271,2 в среднем), болезни глаза и его придаточного аппарата (10 тысяч и 5 тысяч соответственно), болезни уха и сосцевидного отростка (8,8 и 4 тысячи соответственно), болезни системы кровообращения (1338 и 648 соответственно), врождённые аномалии и хромосомных нарушений (1392 и 703 соответственно). В Гродненской области самый высокий показатель выявляемости болезней крови и кроветворных органов, в Гомельской — болезней мочеполовой системы.
По итогам 2016 года заболеваемость отдельными болезнями и состояниями по областям Беларуси и городу Минску (в пересчёте на 100 тыс. человек) была следующей:
| Заболеваемость острыми инфекциями верхних дыхательных путей:                                    |
| ----------------------------------------------------------------------------------------------- |
| Графики недоступны из-за технических проблем. См. информацию на Фабрикаторе и на mediawiki.org. |
| Заболеваемость ветряной оспой:                                                                  |
| Графики недоступны из-за технических проблем. См. информацию на Фабрикаторе и на mediawiki.org. |
| Заболеваемость острыми кишечными инфекциями:                                                    |
| Графики недоступны из-за технических проблем. См. информацию на Фабрикаторе и на mediawiki.org. |
| Заболеваемость активным туберкулёзом:                                                           |
| Графики недоступны из-за технических проблем. См. информацию на Фабрикаторе и на mediawiki.org. |
| Впервые выявленный сахарный диабет:                                                             |
| Графики недоступны из-за технических проблем. См. информацию на Фабрикаторе и на mediawiki.org. |
| Впервые выявленные язвы желудка и двенадцатиперстной кишки:                                     |
| Графики недоступны из-за технических проблем. См. информацию на Фабрикаторе и на mediawiki.org. |
| Острый инфаркт миокарда:                                                                        |
| Графики недоступны из-за технических проблем. См. информацию на Фабрикаторе и на mediawiki.org. |
| Доброкачественные новообразования:                                                              |
| Графики недоступны из-за технических проблем. См. информацию на Фабрикаторе и на mediawiki.org. |
| Злокачественные новообразования:                                                                |
| Графики недоступны из-за технических проблем. См. информацию на Фабрикаторе и на mediawiki.org. |

### Прививки детей
В 2012 году 97,7 % детей в возрасте до одного года были привиты против туберкулёза, 96 % — против дифтерии, по 96,2 % — против коклюша и полиомиелита, по 98,4 % — против кори и эпидемического паротита. Число ревакцинированных детей в 2012 году составило: против туберкулёза — 99,6 %, против дифтерии и коклюша — по 98,4 %, против полиомиелита — 98,8 %, против кори и эпидемического паротита — по 97,7 %.
Благодаря массовым прививкам и иным мерам профилактики в 2008-09 годах не было выявлено, в частности, ни одного случая заболевания корью (однако в 2011 году наблюдалось 50 случаев кори, в 2012 году — 10).

### Профилактические осмотры детей
В 2012 году было осмотрено 1,8 миллиона детей; у 9,5 % было выявлено понижение остроты зрения, у 6 % были — нарушение осанки, у 3,7 % — дефекты речи, у 2,4 % — сколиоз (в 2000 году — у 1 %), у 0,2 % — понижение остроты слуха.

### Хирургические операции
В 2012 году в Белоруссии было выполнено 813 540 операций всех видов (в 2010—777 170, в 2011—794 596), в том числе 80 782 было выполнено детям до 17 лет. Умерло 4127 оперированных (в 2010 — 4491, в 2011 — 4538).
Количество выполненных операций:
| Вид операции по органам              | Число проведённых операций | Из них детям до 17 лет | %       | Умерло оперированных | %       |
| ------------------------------------ | -------------------------- | ---------------------- | ------- | -------------------- | ------- |
| на нервной системе (включая мозг)    | 8539                       | 545                    | 6,38 %  | 918                  | 10,75 % |
| на эндокринной системе               | 3444                       | 29                     | 0,84 %  | 5                    | 0,15 %  |
| на органе зрения                     | 49 327                     | 6591                   | 13,36 % | 9                    | <0,01 % |
| на органах уха, горла, носа, гортани | 70 390                     | 21 607                 | 30,69 % | 24                   | <0,01 % |
| на органах дыхания                   | 8000                       | 230                    | 2,88 %  | 132                  | 1,65 %  |
| на сердце и грудном отделе аорты     | 10 939                     | 962                    | 8,79 %  | 180                  | 1,65 %  |
| на артериях                          | 6028                       | 49                     | 0,81 %  | 200                  | 3,32 %  |
| на венах                             | 15 725                     | 2068                   | 13,15 % | 9                    | <0,01 % |
| на органах брюшной полости           | 121 405                    | 13 925                 | 11,47 % | 1617                 | 1,33 %  |
| на почках и мочеточниках             | 19 746                     | 809                    | 4,1 %   | 64                   | 0,32 %  |
| на предстательной железе             | 5933                       | 4                      | <0,01 % | 20                   | 0,33 %  |
| на женских половых органах           | 182 708                    | 1007                   | 0,55 %  | 26                   | <0,01 % |
| акушерские                           | 78 235                     | 458                    | 0,59 %  | 2                    | <0,01 % |
| на костно-мышечной системе           | 79 615                     | 10 519                 | 13,21 % | 443                  | 0,56 %  |
| на молочной железе                   | 10 226                     | 199                    | 1,95 %  | 5                    | <0,01 % |
| на коже и подкожной клетчатке        | 88 691                     | 13 771                 | 15,53 % | 208                  | 0,23 %  |

### Аборты
Согласно 27 статье Закона Республики Беларусь о здравоохранении, прерывание беременности возможно с письменного согласия самой женщины или её родителей в случае, если она несовершеннолетняя, или опекунов для недееспособной на сроках до 12 недель. В случае, если есть угроза жизни и здоровью женщины, аборт может применяться и на более поздних сроках. Врач-специалист имеет право отказаться делать процедуру аборта, известив об этом пацинтку в письменной форме, но только, если это не угрожает её жизни и здоровью. При подобном отказе учреждение здраввохранения обязано предоставить пациентке специалиста, согласного на даную процедуру..
Число совершённых абортов в Республике Беларусь значительно сократилось в 2000-е годы и в целом стабилизировалось в 2010-е годы. Статистика абортов:
| Год  | Число абортов, тысяч | (на 100 родов) |
| ---- | -------------------- | -------------- |
| 2000 | ▼ 121,9              | ▼ 128,7        |
| 2001 | ▼ 101,4              | ▼ 109,4        |
| 2002 | ▼ 89,9               | ▼ 100,3        |
| 2003 | ▼ 80,2               | ▼ 90,2         |
| 2004 | ▼ 71,7               | ▼ 80,7         |
| 2005 | ▼ 64,6               | ▼ 72,0         |
| 2006 | ▼ 58,5               | ▼ 61,0         |
| 2007 | ▼ 46,3               | ▼ 45,1         |
| 2008 | ▼ 42,2               | ▼ 39,4         |
| 2009 | ▼ 36,0               | ▼ 33,2         |
| 2010 | ▼ 33,3               | ▼ 31,0         |
| 2011 | ▼ 32,0               | ▼ 29,5         |
| 2012 | ▼ 28,6               | ▼ 24,9         |
| 2013 | ▲ 31,2               | ▲ 26,6         |
| 2014 | ▼ 29,8               | ▼ 25,3         |
| 2015 | ▼ 29,2               | ▼ 24,7         |
| 2016 | ▼ 27,5               | ▼ 23,5         |

### Смертность
Численность умерших в Белоруссии за 2002—2012 годы снизилась с 146 655 (1486,5 на 100 000 человек) до 126 531 человека (1336,9 на 100 000 человек) ежегодно:
| Причина смерти                                                                                     | 2002          | 2002                       | 2012          | 2012                       |
| Причина смерти                                                                                     | Всего умерших | умерших на 100 000 человек | Всего умерших | умерших на 100 000 человек |
| -------------------------------------------------------------------------------------------------- | ------------- | -------------------------- | ------------- | -------------------------- |
| некоторые инфекционные и паразитарные инфекции                                                     | 1251          | 12,7                       | 1071          | 11,3                       |
| новообразования                                                                                    | 19 346        | 196,1                      | 17 822        | 188,3                      |
| болезни эндокринной системы, расстройства питания и нарушения обмена веществ                       | 785           | 8,0                        | 287           | 3,0                        |
| психические расстройства и расстройства поведения                                                  | 810           | 8,2                        | 1435          | 15,2                       |
| болезни нервной системы и органов чувств                                                           | 971           | 9,8                        | 1774          | 18,7                       |
| болезни системы кровообращения (в том числе от острого инфаркта миокарда)                          | 79 171        | 802,5                      | 66 543        | 703,1                      |
| болезни системы кровообращения (в том числе от острого инфаркта миокарда)                          | 1850          | 18,8                       | 1482          | 15,7                       |
| болезни органов дыхания                                                                            | 6352          | 64,4                       | 2271          | 24,0                       |
| болезни органов пищеварения                                                                        | 3933          | 39,9                       | 4362          | 46,1                       |
| болезни мочеполовой системы                                                                        | 1188          | 12,0                       | 755           | 8,0                        |
| симптомов, признаков, отклонений от нормы, выявленных при клинических и лабораторных исследованиях | 14 710        | 149,1                      | 17 920        | 189,3                      |
| внешние причины, в том числе:                                                                      | 17 096        | 173,3                      | 11 523        | 121,7                      |
| несчастные случаи, связанные с транспортными средствами                                            | 2204          | 22,3                       | 1312          | 13,9                       |
| случайные отравления алкоголем                                                                     | 2658          | 26,9                       | 1918          | 20,3                       |
| случайные утопления                                                                                | 1272          | 12,9                       | 706           | 7,5                        |
| самоубийства                                                                                       | 3300          | 33,4                       | 1949          | 20,6                       |
| убийства                                                                                           | 1138          | 11,5                       | 391           | 4,1                        |

## Психические расстройства
Статистика психических расстройств в Республике Беларусь (тыс. человек):
| Год  | Впервые установлено психических расстройств и расстройств поведения | Состоит на учёте | Пациентов под консультационным наблюдением |
| ---- | ------------------------------------------------------------------- | ---------------- | ------------------------------------------ |
| 2000 | 37,6                                                                | 128,4            | 78,9                                       |
| 2012 | 74,2                                                                | 103,3            | 188,5                                      |
| 2016 | 150                                                                 | н/д              | н/д                                        |

В 2016 году из 149 955 случаев впервые выявленных психических расстройств и расстройств поведения 24 672 диагноза было поставлено детям до 17 лет. Средняя заболеваемость психическими расстройствами составляет 1578,2 случая на 100 тысяч человек, среди детей — 1342,2 случая на 100 тысяч. Заболеваемость по областям и городу Минску различается несущественно:
| Графики недоступны из-за технических проблем. См. информацию на Фабрикаторе и на mediawiki.org. |

## Трансплантология в Белоруссии
Трансплантология в Белоруссии является достаточно значимой отраслью медицины, которой уделяется много внимания со стороны правительства и СМИ, в том числе и из-за экспортного потенциала подобных операций.
Становление белорусской трансплантологии началось в 1970 году, когда на базе клиники урологии МГМИ в 4-й больницы города Минска академиком Н. Е. Савченко была проведена первая операция по пересадке почки. В настоящее время в Республике Беларусь среди прочих выполняются трансплантации почки, легких, костного мозга, печени, сердца, также проводятся пересадки стволовых клеток человека и тканей: роговицы, кожи и костной ткани.
В 2008 году в Белоруссии выполнили первую операцию по пересадке печени.
В марте 2010 года на базе 9-й городской клинической больницы открыт Республиканский научно-практический центр трансплантации органов и тканей, специалисты которого разрабатывают и внедряют передовые технологии в лечении заболеваний печени, поджелудочной железы, почек, гематологической патологии, а также оказывают экстренную и плановую высокотехнологичную медицинскую помощь.
Трансплантационная активность в стране за 2011 год составляла 25,5 операций на один миллион населения. На 2012 год Белоруссия занимала первое место среди стран СНГ по количеству трансплантаций органов.
На 2016 год Белоруссия по количеству операций в год занимала 24-е место в мире.

## Финансирование

### 2013 год
Объём финансирования на систему здравоохранения в 2013 составил 5 348 468 453 700 белорусских рублей, в том числе:
- медицинская помощь населению — 2 598 949 652 200;
- санитарный надзор — 30 292 484 600;
- прикладные исследования в области здравоохранения — 185 164 415 000;
- другие вопросы в области здравоохранения — 2 534 061 901 900.